# Picus rabieri
El pito vietnamita o pito de cuello rojo (Picus rabieri), es una especie de ave piciforme de la familia Picidae. Habita en bosques templados de Camboya, China, Laos y Vietnam.
Está amenazado por la pérdida de hábitat.